# Fever (chanson de Cascada)
Pour les articles homonymes, voir Fever.
Singles de Cascada
Evacuate The Dancefloor
(2009) Dangerous
(2009)
Pistes de 'Evacuate the Dancefloor'
Ready Or Not Hold Your Hands Up
Fever est le deuxième single extrait de l'album Evacuate the Dancefloor du groupe Cascada. 

## Clip vidéo
Le single Fever a fait l'objet d'un clip vidéo, filmé en juillet 2009. vu la première fois sur YouTube le 18 septembre 2009.

## Singles

### Allemagne
- CD Single

1. Fever (Radio Edit)
2. Fever (Extended Mix)

- Téléchargement (Amazon MP3/Musicload)

1. Fever (Radio Edit)
2. Fever (Ryan Thistlebeck Remix)
3. Fever (Extended Mix)
4. Fever (Ian Carey Remix)
5. Fever (D.O.N.S Remix)
6. Fever (Mowgli & Bagheera Remix)

- iTunes (Bonus Track Version)[2]

1. Fever (Radio Edit)
2. Fever (Ryan Thistlebeck Remix)
3. Fever (Extended Mix)
4. Fever (Ian Carey Remix)
5. Fever (D.O.N.S Remix)
6. Fever (Mowgli & Bagheera Remix)
7. Fever (Pasha Deluxe Remix)
8. Fever (Music Video)

### Royaume-Uni
- Téléchargement (Amazon MP3)

1. Fever (Radio Edit)
2. Fever (Extended Mix)
3. Fever (Wideboys Radio Edit)
4. Fever (Wideboys Club Mix)
5. Fever (D.O.N.S Remix)
6. Fever (Ian Carey Remix)
7. Fever (Hypasonic Remix)

### États-Unis
- Téléchargement (iTunes)[3]

1. Fever (Radio Edit)
2. Fever (Album Version)
3. Fever (Wideboys Radio Edit)
4. Fever (Zac McCrack Bootleg Radio Edit)
5. Fever (Ryan Thistleback Radio Edit)
6. Fever (Pasha Deluxe Radio Edit)
7. Fever (Extended Mix)
8. Fever (Wideboys Remix)
9. Fever (Zac McCrack Bootleg Remix)
10. Fever (Ryan Thistleback Remix)
11. Fever (Pasha Deluxe Remix)
12. Fever (Ian Carey Remix)
13. Fever (D.O.N.S. Remix)
14. Fever (Mowgli & Bagheera Remix)
15. Fever (Hypasonic Remix)

## Classements des ventes
| Pays (2009-2010)             | Meilleure position |
| ---------------------------- | ------------------ |
| Allemagne                    | 31                 |
| Australie                    | 42                 |
| Autriche                     | 38                 |
| France                       | 10                 |
| France Club 40               | 27                 |
| France Top 50 Téléchargement | 30                 |
| Nouvelle-Zélande             | 32                 |
| Pays-Bas                     | 24                 |
| République tchèque           | 27                 |
| Slovaquie                    | 16                 |